# 克利卡瓦河
50°25′54″N 16°11′43″E / 50.4318°N 16.1952°E

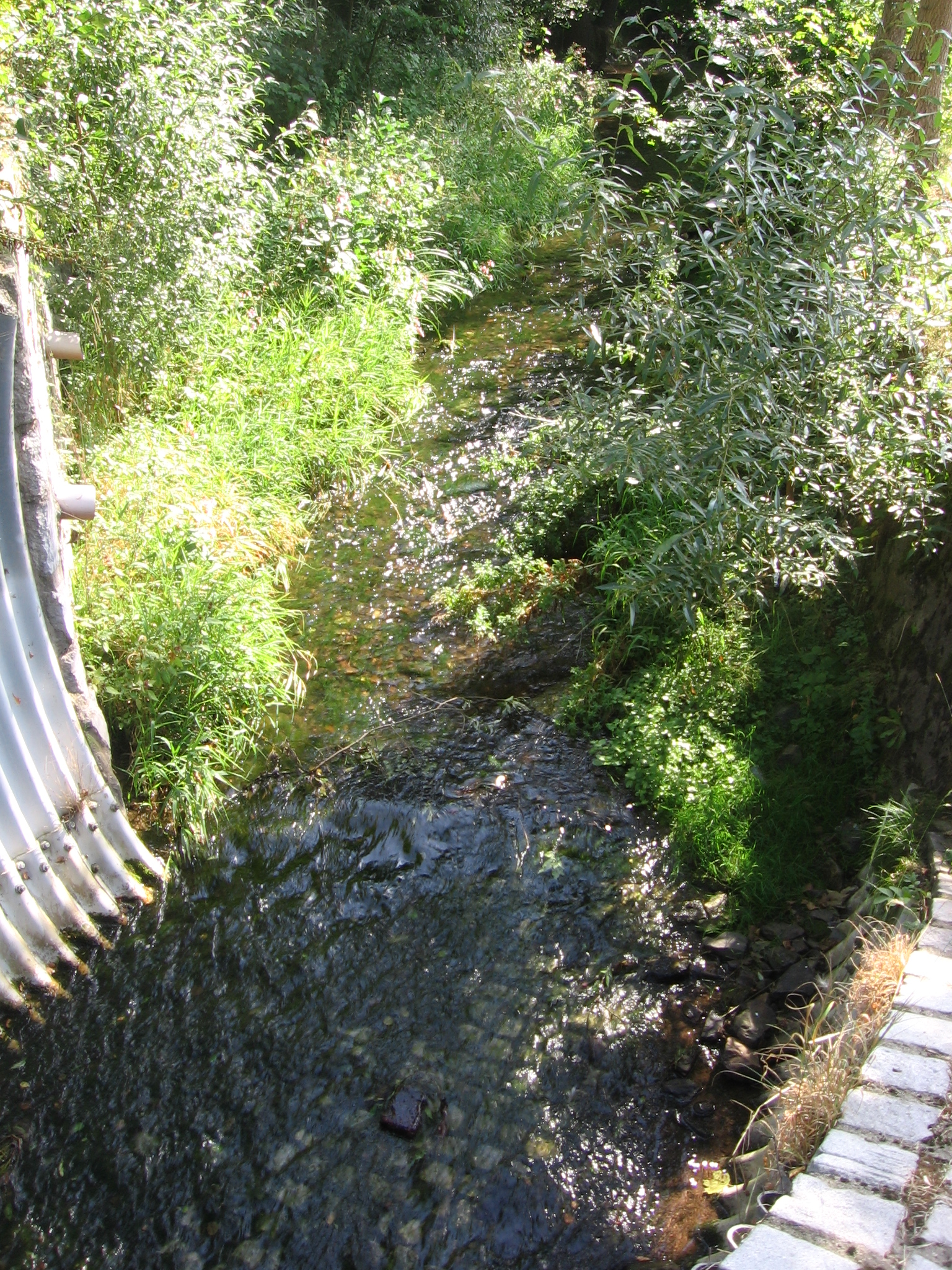

克利卡瓦河是東歐的河流，流經波蘭下西里西亞省和捷克赫拉德茨-克拉洛韋州，屬於梅圖耶河的支流，河道全長15公里，河口處在庫多瓦-茲德魯伊附近。